# Tim Eliott
Timothy James Gordon Eliott, detto Tim (Taranaki, 1935 – Wentworth Falls, 22 aprile 2011), è stato un attore neozelandese.

## Biografia
La madre di Eliott è morta quando lui aveva un anno.
In un ricordo precoce di quando aveva quattro o cinque anni era accompagnato da suo padre a una lezione di pronuncia inglese: «Mi ricordo la porta che si apriva verso un interno scuro e due persone ugualmente scure. All'inizio ho potuto vedere solo i capelli bianchi, gli occhi e i denti. Questi erano i miei insegnanti: una coppia anziana di Maori le cui voci risonanti e profondi suoni vocali erano musica per me. Un'influenza duratura, credo.»
Fu cresciuto da zie e nonni fino a quando, dopo la guerra, si riunì a suo padre in Inghilterra dove frequentò le scuole pubbliche a Bath e Bristol finché non fu affetto da febbri reumatiche. Tornò con il padre in Nuova Zelanda nel 1950 per giovarsi del clima migliore.
È diventato un attore per caso, quando nel 1955 ha accompagnato un collega alle audizioni per la produzione di Nola Millar del Richard II con la compagnia the Thespians e finì per essere lanciato nel ruolo di Bolingbroke per cui ebbe una critica molto favorevole. È comparso nel ruolo del donnaiolo Worthy in Virtue in Danger con i New Zealand Players e come Jimmy Porter in Look Back in Anger per Unity Theatre, divenendo anche voce in dramma radiofonici ed annunci pubblicitari.
Nel 1964, Eliott è stato uno dei fondatori del Downstage Theatre a Wellington, e ha interpretato, progettato e diretto molte delle prime produzioni.
Emigrò in Australia nel 1968 dove, in produzioni concorrenti per la compagnia Old Tote Theatre nel 1969, ha interpretato Amleto nell'Amleto di Shakespeare e Guildenstern in Rosencrantz e Guildenstern sono morti di Tom Stoppard prima di intraprendere una fruttuosa carriera di attore in televisione e film e come voce narrante. 
A metà degli anni settanta ha avuto un ruolo continuativo come reporter di sport nella serie The Box di produzione Crawford.
Tornò ancora brevemente in Nuova Zelanda nel 1983 per interpretare il colonnello Elliot nel film neozelandese Utu diretto da Geoff Murphy.
L'attore, che ha lasciato affranti la moglie, 6 figli, 13 nipoti e 4 pronipoti, è deceduto nella sua casa sulle Blue Mountains, in Australia, dopo aver combattuto strenuamente e serenamente per anni con gravi malattie.

## Filmografia

### Cinema
- La frusta e la forca (Adam's Woman), regia di Philip Leacock (1970)
- Shirley Thompson Versus the Aliens, regia di Jim Sharman (1972)
- Avengers of the Reef, regia di Chris McCullough (1973)
- Journey Among Women, regia di Tom Cowan (1977)
- Il massacro dei Maori (Utu), regia di Geoff Murphy (1983)
- On the Run, regia di Mende Brown (1983)
- Specchi del desiderio (The Right Hand Man), regia di Di Drew (1987)
- Einstein Junior (Young Einstein), regia di Yahoo Serious (1988)
- Moulin Rouge!, regia di Baz Luhrmann (2001)

### Televisione
- Contrabandits – serie TV, episodi 2x06-2x11 (1968)
- The Long Arm – serie TV, episodi 1x01 (1970)
- The Thursday Creek Mob – serie TV (1971)
- Matlock Police – serie TV, episodi 1x15 (1971)
- The Group – serie TV, episodi 1x07 (1971)
- Spyforce – serie TV, episodi 1x12 (1971)
- Behind the Legend – serie TV, episodi 1x02 (1972)
- Ryan – serie TV, episodi 1x03 (1973)
- Elephant Boy – serie TV, episodi 1x15 (1973)
- President Wilson in Paris, regia di Julian Pringle – film TV (1973)
- Division 4 – serie TV, 5 episodi (1970-1974)
- Il tocco del diavolo (The Evil Touch) – serie TV, episodi 1x25 (1974)
- The Box – serie TV, 29 episodi (1974)
- Homicide – serie TV, 4 episodi (1969-1975)
- The Explorers – serie TV (1975)
- Number 96 – serie TV, 9 episodi (1974-1976)
- L'ispettore Bluey (Bluey) – serie TV, episodi 1x08 (1976)
- The Haunting of Hewie Dowker, regia di Simon Wincer – film TV (1976)
- Bobby Dazzler – serie TV, episodi 1x05 (1977)
- Chopper Squad – serie TV, episodi 1x08 (1978)
- The Tichborne Affair, regia di Carl Schultz – film TV (1978)
- Against the Wind – miniserie TV, 3 puntate (1978)
- Cop Shop – serie TV, episodi 1x11-1x99-1x100 (1978)
- Dottori agli antipodi (The Young Doctors) – serie TV, episodi 1x300 (1978)
- Prisoner – serie TV, 7 episodi (1979)
- A Toast to Melba, regia di Alan Burke – film TV (1980)
- The Last Outlaw – miniserie TV, 4 puntate (1980)
- The Dismissal – miniserie TV, 2 puntate (1983)
- The Last Bastion – miniserie TV, 3 puntate (1984)
- Five Mile Creek – serie TV, episodi 2x13 (1984)
- Sons and Daughters – serie TV, 7 episodi (1982-1984)
- A Halo for Athuan, regia di Alan Burke – film TV (1984)
- Runaway Island – serie TV, episodi 1x03-1x04 (1984-1985)
- Winners – serie TV, episodi 1x03 (1985)
- Great Expectations: The Untold Story, regia di Tim Burstall – film TV (1987)
- Captain James Cook – miniserie TV, 1 puntata (1987)
- Rafferty's Rules – serie TV, episodi 1x09 (1987)
- True Believers – miniserie TV, 7 puntate (1988)
- Richmond Hill – serie TV, episodi 1x77 (1988)
- Joe Wilson – miniserie TV, 1 puntata (1988)
- Il ritorno di missione impossibile (Mission: Impossible) – serie TV, episodi 2x16 (1990)
- G.P. – serie TV, episodi 5x05 (1993)
- Wandin Valley (A Country Practice) – serie TV, 6 episodi (1982-1993)
- Polizia squadra soccorso (Police Rescue) – serie TV, episodi 3x09 (1993)
- La saga dei McGregor (Snowy River: The McGregor Saga) – serie TV, episodi 2x17 (1996)
- Search for Treasure Island – serie TV, episodi 1x01-1x06-1x11 (1998)
- Murder Call – serie TV, episodi 3x11 (1999)
- Water Rats – serie TV, 4 episodi (1998-2000)